# 查里頓鎮區 (愛荷華州阿珀努斯縣)
查里頓鎮區（英語：Chariton Township）是位於美國愛荷華州阿珀努斯縣的一個行政鎮區。

## 地方資料
根據2010年美國人口普查的數據，查里頓鎮區的面積為59.51平方千米，當中陸地面積為41.32平方千米，而水域面積為18.19平方千米。當地共有人口161人，而人口密度為每平方千米2.71人。